# Internacia Seminario
L'Internacia Seminario (IS) è stato un incontro esperantista organizzato annualmente dalla Gioventù Esperantista Tedesca nella settimana di Capodanno in una diversa località tedesca, attivo dal 1957 al 2008.
A partire dal 2009/10, dopo alcuni anni di sovrapposizione con l'Ago-Semajno (un analogo incontro organizzato dalla Gioventù Esperantista Polacca e da Varsovia Vento), si è scelto di unire i due incontri sotto il nuovo nome di Junulara Esperanto-Semajno.

## Attività
Il programma dell'incontro prevedeva generalmente conferenze e dibattiti legati al tema annuale, e si arricchiva di conferenze a carattere più generale, escursioni, concerti ed altre attività di intrattenimento. L'evento culmine della settimana è sempre stato il ballo di san Silvestro, durante il quale avveniva tradizionalmente un concorso di ballo.
Sebbene il nome ufficiale fosse "Internacia Seminario", non è infrequente incontrare il nome di "Internacia Semajno", che mantiene lo stesso acronimo (IS) ed è più fedele alla traduzione tedesca Internationale Woche.

## Edizioni passate
Segue un prospetto riassuntivo delle 52 edizioni dell'Internacia Seminario.
| 1  | 1957/58   | Magonza                      | "Kulturaj, politikaj kaj ekonomiaj demandoj de la unuiĝo de Eŭropo"          |
| 2  | 1958/59   | Bottrop                      | "Unuiĝintaj Nacioj"                                                          |
| 3  | 1959/60   | Limburg a.d. Lahn            | "Afrikaj kaj aziaj problemoj"                                                |
| 4  | 1960/61   | Hatten-Sandkrug              | "Sudamerikaj problemoj"                                                      |
| 5  | 1961/62   | Colonia                      | "Usono kaj Sovetunio - ĉu eblas kunekzisto de la du kontraŭaj socisistemoj?" |
| 6  | 1962/63   | Rüsselsheim                  | "Ĉu naciismon sekvos internaciismo?"                                         |
| 7  | 1963/64   | Monaco di Baviera            | "Kulturo - ĉu ankoraŭ unueco en vario?"                                      |
| 8  | 1964/65   | Norimberga                   | "Ideologio kaj ŝtato - reciproka influo, realaĵo kaj mitoj"                  |
| 9  | 1965/66   | Amburgo                      | "Li kaj ŝi - junaj homoj en la moderna mondo"                                |
| 10 | 1966/67   | Münster                      | "La mondkoncepto de la modernaj natursciencoj"                               |
| 11 | 1967/68   | Würzburg                     | "Religioj kaj filozofio en la 20-a jarcento"                                 |
| 12 | 1968/69   | Colonia-Deutz                | "Sociologiaj aspektoj de l'nuntempo"                                         |
| 13 | 1969/70   | Marburgo/Lahn                | "Tendencoj en la literaturo de nia epoko"                                    |
| 14 | 1970/71   | Ulma                         | "La rolo de la specife mallonga filmo"                                       |
| 15 | 1971/72   | Amburgo                      | "Homo kaj tekniko"                                                           |
| 16 | 1972/73   | Roßdorf                      | "La manipulata homo"                                                         |
| 17 | 1973/74   | Zierenberg                   | "Realeco kaj utopio"                                                         |
| 18 | 1974/75   | Paderborn                    | "Natursciencoj - ĉu nur por fakuloj?"                                        |
| 19 | 1975/76   | Cuxxhaven-Berensch           | "Ĝenerala lingvistiko"                                                       |
| 20 | 1976/77   | Sensenstein                  | "Demandoj de la eŭropa unuiĝo"                                               |
| 21 | 1977/78   | Rotenburg (Fulda)            | "Edukado - kun kiuj celoj"                                                   |
| 22 | 1978/79   | Damme-Dümmerlohausen         | "Homaj rajtoj - teorio kaj realeco"                                          |
| 23 | 1979/80   | Schwanberg                   | "Eŭropo kaj la Tria Mondo"                                                   |
| 24 | 1980/81   | Sensenstein                  | "Alternativaj vivstiloj"                                                     |
| 25 | 1981/82   | Sensenstein                  | "Paco en la 80-aj jaroj"                                                     |
| 26 | 1982/83   | Oberwesel                    | "La tradicia familio en krizo"                                               |
| 27 | 1983/84   | Timmendorfer Strand-Niendorf | "La libera homo kaj 1984"                                                    |
| 28 | 1984/85   | Wetzlar                      | "Japanio"                                                                    |
| 29 | 1985/86   | Eschwege                     | "Akvo - savinda kaj savenda"                                                 |
| 30 | 1986/87   | Colonia                      | "Internacia kulturo en praktiko - Esperanto 100-jara"                        |
| 31 | 1987/88   | Hannover                     | "Sano"                                                                       |
| 32 | 1988/89   | Traben-Trarbach              | "Religioj kaj ideologioj en Euxropo"                                         |
| 33 | 1989/90   | Neumünster                   | "Sovetunio"                                                                  |
| 34 | 1990/91   | Finnentrop                   | "Mezeŭropo - kien vi iras?"                                                  |
| 35 | 1991/92   | Cuxxhaven                    | "Ameriko - ĉu 500 jaroj da civilizacio aux koloniismo?"                      |
| 36 | 1992/93   | Bad Kleinen                  | "Lernado kaj edukado - taskoj por la 90-aj jaroj"                            |
| 37 | 1993/94   | Neumünster                   | "Rilatoj inter ŝtatoj"                                                       |
| 38 | 1994/95   | Tubinga                      | "Rubo"                                                                       |
| 39 | 1995/96   | Wetzlar                      | "Perforto"                                                                   |
| 40 | 1996/97   | Friburgo in Brisgovia        | "Regionoj - ĉu la veraj landoj?"                                             |
| 41 | 1997/98   | Traben-Trarbach              | "Socio kaj komunikado"                                                       |
| 42 | 1998/99   | Kassel                       | "Dependeco - faktoj, sekvoj, solvoj"                                         |
| 43 | 1999/2000 | Wetzlar                      | "Jarmilo finiĝas – kio estas malantaŭ ni?"                                   |
| 44 | 2000/01   | Cuxxhaven                    | "Survoje al nova jarmilo – kio estas antaŭ ni?"                              |
| 45 | 2001/02   | Rotenburg (Wümme)            | "Eŭropa unuiĝo - idealoj kaj realoj"                                         |
| 46 | 2002/03   | Treviri                      | "Ekstremismo – specoj, originoj, efikoj"                                     |
| 47 | 2003/04   | Naumburg                     | "Naturmedio - strukturo, ekspluato, protekto"                                |
| 48 | 2004/05   | Wetzlar                      | "Kulturaj diversoj - problemoj kaj perspektivoj"                             |
| 49 | 2005/06   | Xanten                       | "Religioj, kulturoj kaj vivfilozofioj"                                       |
| 50 | 2006/07   | Wewelsburg                   | "50 jaroj da IS - Ĉu ankoraux juna?"                                         |
| 51 | 2007/08   | Würzburg                     | "Popola Identeco"                                                            |
| 52 | 2008/09   | Biedenkopf                   | "Katastrofoj"                                                                |